# Lithophane ledereri
Lithophane ledereri là một loài bướm đêm trong họ Noctuidae.